# Црква Светог Николе у Кисиљеву
Црква Светог Николе у Кисиљеву у општини Велико Градиште, подигнута је 1822 године. Као једна од ретких храмова од набоја сачуваних у Србији има статус непокретног културног добра као споменик културе.

## Изглед цркве
Црква у Кисиљеву је посвећена Светом Николи, саграђена је као грађевина издужене једнобродне основе (димензија: дужина 15,41m, ширина 6,85m, и висина 9,80m) са пространом олтарском апсидом на источној страни и мањим, полукружним бочним певницама, накнадно дозиданим. Накнадно је подигнута и галерија за хор у западном делу наоса, коју носе профилисани дрвени стубови. Унутрашњи простор цркве подељен је на олтар и наос, који су засведени коритастим сводом од шашовца. Првобитно је била покривена трском, док је данашњи кровни покривач бибер цреп.
Конструкција олтарске преграде је дрвена, једноставне обраде, са сликаном флоралном декорацијом. Велику вредност имају иконе иконостаса, рад познатих сликара из времена кнеза Милоша. Царске двери и престоне иконе радио је 1826. године Арсеније Јакшић, док је северне и јужне двери и остале иконе иконостаса радио 1836. године Живко Павловић.
Црква је претрпела извесне измене 1981. године када је извршена статичка санација армирано-бетонским вертикалним и хоризонталним серклажима, ушлицаним у зидове цркве, и реконструкција крова. Овом реконструкцијом цркви је враћен првобитни облик крова који нагибом кровних равни одговара трски. Омалтерисане су спољашње и унутрашње површине зидова и изведено утезање цркве челичним утегама.
Мештани су 1928. године у порти цркве подигли споменик палим борцима у рату 1912-1919. године. Обележје чини високи обелиск од црног гранита постављен на пирамидално постоље, док је на врху сачувана бронзана фигура орла раширених крила. Након Другог светског рата црквена порта је смањена повлачењем ограде тако се споменик сада налази на јавној површини.